# 武烈王
武烈王（：／ Muyeol-wang；603年—661年），名金春秋（：／ Gim Chunchu），是新罗第二十九代君主（公元654年至661年在位），是廢主真智王之孫，伊湌金龍樹子，母亲天明夫人金氏是真平王之女，善德女王妹。由於真德女王無嗣，群臣在會議上推舉閼川為攝政王，而閼川於會議上舉薦金春秋，使其順理成章地繼任新羅國王，654年繼承新羅王位。660年，派金庾信聯同唐朝大将苏定方围攻百濟都城泗沘，百濟義慈王率左右连夜逃遁，随后投降，百濟亡国。
661年六月薨，享年59歲（虛歲），諡武烈，廟號太宗（：／ Taejong）。葬于永敬寺北。是首位真骨出身的國王，也是三國時代唯一可以確認廟號的王。

## 生平

### 即位前
金春秋為真智王之孫，文興王金龍春之子。 母親是眞平王的女兒天明公主，據《花郎世記》所載他曾是花郎，但真實性存疑。確切的記錄可以確認其妻為金文姬，官职是外交官。
642年8月，百濟派兵攻打大耶城。金春秋得悉百濟軍攻陷該城並殺害駐守當地的女婿金品釋和女兒古陀炤後，因兵力不足以取勝而親赴高句丽求援，但在真兴王時期，新羅與百濟聯軍因與高句麗爭奪漢江流域領土而爆發戰爭並決裂。金春秋到達高句麗後旋即被高句麗攝政王淵蓋蘇文監禁，在獄中賄賂高句麗官員先道解後才被釋放。
643年9月，善德女王派遣使者向唐朝求援以對抗高句麗與百濟的同盟。然而唐室提出的派兵條件是，新羅必需廢現任女王而另立唐宗室為新王，否則不予協助。新羅朝廷亦因此陷入分裂。

### 正式掌權
金春秋回國後結識了名將金庾信，並延攬其加入己方陣營，希望借助其軍事才能壯大實力。647年正月，原善德女王親信，官拜上大等的毗曇以「女主不能善理」（女王沒有能力治理國家）為由發動毗曇之亂，被金春秋等人於同月17日迅速平定。毗曇被抄家滅族，總共30餘人被處死。善德女王於毗曇之亂期間──正月八日駕崩，聲望如日中天的金春秋和金庾信趁機扶植真德女王繼位並獨攬大權。
爲了牽制百濟，向高句麗請求支援但碰壁而遭到監禁的金春秋轉而向唐朝求援。 從648年開始推進親唐政策 李世民從他那裏得到了攻擊百濟的志願軍。
金春秋的親唐政策如下。
- 1. 廢除新羅的自主年號。
- 2. 接受唐朝的年號後代用。
- 3. 漢化
- 4. 其他

### 卽位
掌握實權的金春秋爲了具備明確的理由和正統性，將繼承權交給了閼川。隨後從自己任命的閼川那裏被推舉而獲得繼承權，雖然是廢王出身，但具有國王正統性。實際上隱藏着政治關係。 金春秋的夫人是金文熙，而金文熙是金庾信的妹妹。 這句話是廢酒真知王和滅亡舊金冠伽倻系的結合，得到了很高的血統。
綜上所述，
- 廢酒真知王系的金春秋需要通過金庾信系具備軍事能力。
- 已滅亡的舊伽倻王族金庾信需要金春秋系的"新羅王族"地位。

瞄準這種優勢的婚姻，在新羅王室貴族內部單獨形成了新貴族集團，從而招致了現有貴族集團的反抗。 但直到宣德王中期爲止，還處於均衡狀態。

### 百濟滅亡
得到唐朝贊助的太宗現在夢想着三國統一。 包括貴族問題在內，王權問題一直穩定下來的他，已經沒有問題了。 660年以百濟侵略國境線的名義，得到唐朝的支援，策劃了百濟滅亡戰的具體作戰。
同年3月，唐軍、蘇定方外13萬水軍、5月率領太宗和太子金法民、金庾信等5萬名軍人，與唐軍一起組成羅唐聯合軍，攻擊百濟。
金庾信在7月著名的黃山伐戰鬥中敗退了階伯軍，與唐軍一起攻陷了百濟的首都泗沘城。 並押送了百濟國王的夫餘義子和王子夫餘戎。就這樣太宗報了女婿的仇，離三國統一越來越近了。

### 推动統一和死亡
使百濟滅亡的太宗在百濟滅亡戰中，向陣亡者和參戰者頒發了秋書、官職上升，爲懷柔百濟人而賜給了投降的百濟人符合自己能力的新羅官燈。在他滅亡百濟期間，高句麗趁機攻擊了新羅。 但星州大師冬陁川阻止高句麗軍，太宗得以打造三國統一的基礎，並任命宗貞爲百濟都督，推進百濟人懷柔政策。
雖然最後敌人只剩下高句麗，但武烈王在在位第8年（661年）死亡。兒子金法敏繼承王位，即文武王。他完成父志，終於建造了一座巨大的房子做宮廟。金春秋死後廟號是太宗，是韓國曆史上最早使用廟號的事例，廟號是只有天子才使用的稱號。 當时是"天子國（皇帝國）"的唐朝表示了反對，但是新羅也以三國統一爲根據進行了反駁，唐也沒有再將此當作問題。

## 評價
出色的口才、積極的外交活動得到了中國的支援，以軍事能力爲基礎親政，滅亡了百濟，接近了三國統一，首次實現了韓國思想民族的統一，這是值得高度評價的，可以說是代表太宗的獨一無二的業績。 另外，通過使用廟號獲得與中國不輸的自主權限也受到高度評價。
但是，從藉助於中國的力量而不是本國的力量、讓同一民族介入其他民族引發戰爭、最終損失了高句麗的大部分土地這一點來看，也被批評爲"不完全的三國統一"。 這一點也給現代人留下了否定認識，如，兒子文武王也是如此，新羅打了後腦勺等。作爲參考，新羅遺失的遼東以北的土地將由以大祚榮爲首的高句麗-馬加爾聯合勢力恢復。 之後對搖動參照渤海。

## 家庭

### 父母
關於金春秋的生父究竟是誰，《三國史記》以及《三國遺事》並沒有明確的答案，不過野史《花郎世記》倒是提到金龍樹與金龍春都是真智王之子，由於真智王早卒，兩人自幼是由堂兄真平王所撫養，後來金龍樹娶姪女天明公主為妻，生下金春秋。金龍樹臨死前，將妻、子託付給弟弟金龍春，因此金龍春娶了寡嫂天明公主，並以侄子金春秋為養子。不管金春秋的父親到底是誰，他是真智王之孫是毫無疑問。
「舊、新唐書」記載金春秋是真德女王之弟並非完全錯誤，這是因為真德女王的祖父太子銅輪與金春秋的祖父真智王是親兄弟的緣故。如果真德女王年紀長於金春秋，兩人亦可說是堂姊弟的關係（從《唐書》的說法似乎可以證明真德女王是金春秋的堂姐）。母系方面，由於真德女王是金春秋母親天明夫人的堂姊妹，因此她在輩分上亦是金春秋的姨母。當時新羅盛行「族內婚」，「兄弟女、姑、姨、從姊妹，皆聘為妻」，因此親屬關係混亂，像金春秋的父母便是叔侄關係。
《三國史記》記載，金春秋繼位後，追尊父親為「文興大王」，母親天明夫人為「文貞太后」。

### 妻妾
- 妻:文明王后，金文姬：小名「阿之」(金舒玄的女兒，金庾信之妹)

（在野史「花郎世記」裡，金春秋與元配寶羅（寶宗之女）生一女古陀炤，與金文姬另有一子仙元，與文姬之姐寶姬生兩子知元、皆知文，與龍泰（金龍春之女）生一子仁泰，與龍寶（金龍春之女）生兩子車得、馬得，與寶龍（慈儀王后之母）生一子幢元。不過現存「花郎世記」的真實性不明，因此這些說法存疑。）

### 子
- 法敏：嫡長子，第三十代王文武王。
- 仁問：（629年-694年）嫡次子，字仁壽，永徽二年（651年）23歲時曾入大唐宿衛，唐高宗特授「左領軍衛將軍」的職務，入唐為官多年。逝於武周延載元年四月二十九日，享壽66歲。
- 文王
- 老且
- 智鏡
- 愷元

（文王、老且、智鏡、愷元在「三國遺事」中被記載由金文姬所出，不過在「三國史記」裡記載著四人為庶子。）
- 仁泰：庶子，見於「三國史記」。
- 皆知文：庶子，見於「三國遺事」。
- 車得：庶子，見於「三國遺事」。
- 馬得：庶子，見於「三國遺事」。

### 女
- 古陀炤：（？-642年）金品釋之妻。新羅仁平九年與丈夫同死於大耶城之役。（母：寶羅宮主）
- 瑤石公主：次女（母：金寶姬）
- 智炤：三女，金庾信之妻。（母：文明王后金文姬）
- 訓入公主：金義寬之妻。

### 后世
根据《三国史记·新罗本纪·真德王条》记载，由于金春秋曾经以新罗大使身份访问过中国，在归途中被高句丽巡逻兵寻获，由一名温姓家臣代尔受死。至今庆州金氏首尔宗亲会仍然以温姓为家族恩人。
在2009年，中国大陆总理温家宝先生访问韩国前夕，庆州金氏曾向媒体透露家族恩人这一事实，意图藉此拉近与中国大陆温姓的关系。
而明朝末年名醫高旦中亦傳為其後人。

## 相關影視作品
- 《三國記》（삼국기）：1992年KBS電視劇，宋英昌（송영창）飾。
- 《黃山伐》（황산벌）：2003年韓國電影，李鎬聖（이호성）飾。
- 《淵蓋蘇文》（연개소문）：2006年SBS電視劇，金秉世（김병세）飾。
- 《善德女王》（선덕여왕）：2009年MBC電視劇，俞承豪（유승호）飾。
- 《大王之夢》（대왕의 꿈）：2012年KBS大河連續劇，崔秀宗（최수종）飾

## 附註
1. ↑  三國遺事「……以永徽五年甲寅即位，御國八年，龍朔元年辛酉崩，壽五十九歲。……」
2. ↑  《三國史記》〈新羅本紀 真德王 1年條〉